# Dactyloctenium
Dactyloctenium es un género de plantas herbáceas perteneciente a la familia de las poáceas. Es originario de África y Australia.

## Descripción
Son plantas anuales, extendiéndose por estolones cortos y formando tapetes radiales, las porciones erectas de los tallos 2–50 cm de largo, glabros, sólidos; nudos conspicuos; plantas hermafroditas. Vainas carinadas, glabras a pustuloso-vellosas; lígula una membrana, ca 0.5 mm de largo; láminas lineares, 1–7 cm de largo y 1–7 mm de ancho, papiloso-vellosas, ocasionalmente glaucas. Inflorescencia un verticilo de 2–4 espigas subsésiles, unilaterales, el eje prolongado como una punta desnuda más allá de las espiguillas; espiguillas ca 4 mm de largo, grises a purpúreas, sésiles, densamente imbricadas en 2 hileras a lo largo del lado inferior del raquis, comprimidas lateralmente, carinadas, con varios flósculos bisexuales, el más superior estéril; desarticulación generalmente arriba de la gluma inferior, el resto de la espiguilla caedizo como una unidad y la gluma superior y las lemas caedizas de la raquilla, las páleas permaneciendo; glumas 2, 1-nervias, anchas, la inferior ovada, 2 mm de largo, apiculada, la superior anchamente ovada, ca 3 mm de largo, truncada, con una arista corta y gruesa, divergente; flósculos 3; lemas fuertemente comprimidas, ovadas, 2–3 mm de largo, acuminadas, la quilla fuertemente arqueada, escábrida, la nervadura media conspicua, verde, las nervaduras laterales inconspicuas; páleas 2-carinadas, 3-nervias; lodículas 2, truncadas; estambres 3, las anteras ca 0.4 mm de largo, amarillas; estilos 2. Fruto un utrículo; semilla ampliamente ovada, truncada, fuertemente estriada; pericarpo delgado y delicado, evanescente.

## Taxonomía
El género fue descrito por Carl Ludwig Willdenow y publicado en Enumeratio Plantarum Horti Botanici Berolinensis, . . . 2: 1029–1030. 1809. La especie tipo es: Dactyloctenium aegyptium (L.) Willd.
Etimología
El nombre del género deriva del griego daktylos (dedo) y ktenion (peine pequeño), aludiendo a las inflorescencias digitadas. 
Citología
El número cromosómico básico del género es x = 10 y 12 , con números cromosómicos somáticos de 2n = 20, 36 y 48, ya que hay especies diploides y una serie poliploide.

## Especies
Aceptadas
1. Dactyloctenium aristatum
2. Dactyloctenium aegyptium
3. Dactyloctenium australe
4. Dactyloctenium buchananensis - Queensland
5. Dactyloctenium capitatum - Madagascar
6. Dactyloctenium ctenoides
7. Dactyloctenium germinatum
8. Dactyloctenium giganteum
9. Dactyloctenium hackelii - Socotra
10. Dactyloctenium pilosum
11. Dactyloctenium radulans
12. Dactyloctenium robecchii
13. Dactyloctenium scindicum

anteriormente incluidas
ver Acrachne Eragrostis Harpochloa
- Dactyloctenium falcatum - Harpochloa falx
- Dactyloctenium henrardianum - Acrachne henrardiana
- Dactyloctenium nitidum - Eragrostis nitida
- Dactyloctenium perrieri - Acrachne perrieri
- Dactyloctenium verticillatum - Acrachne racemosa